# Aristotelia serrata
Aristotelia serrata là một loài thực vật có hoa trong họ Côm. Loài này được (G.Forst.) Oliv. mô tả khoa học đầu tiên năm 1921.

## Hình ảnh

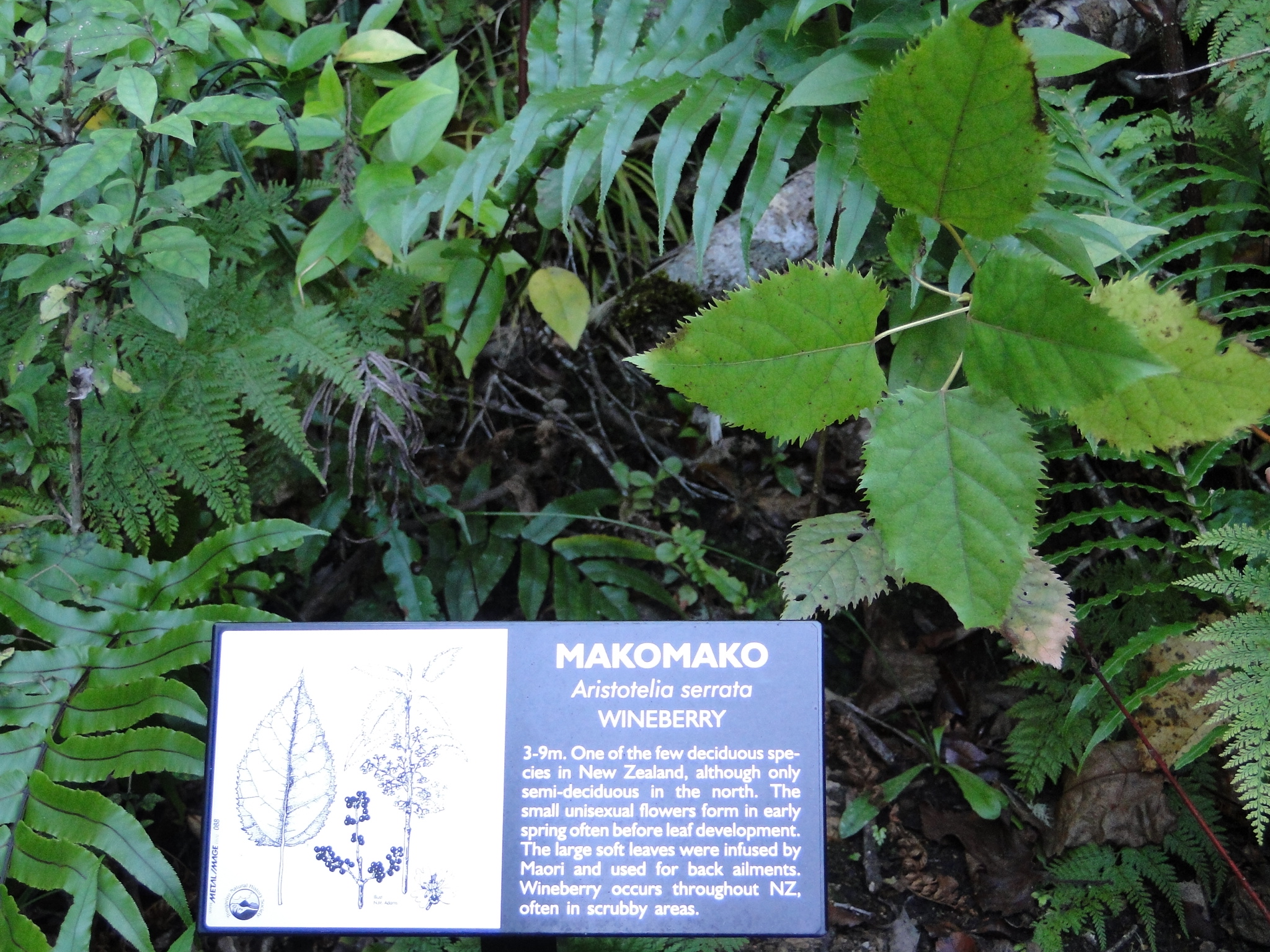
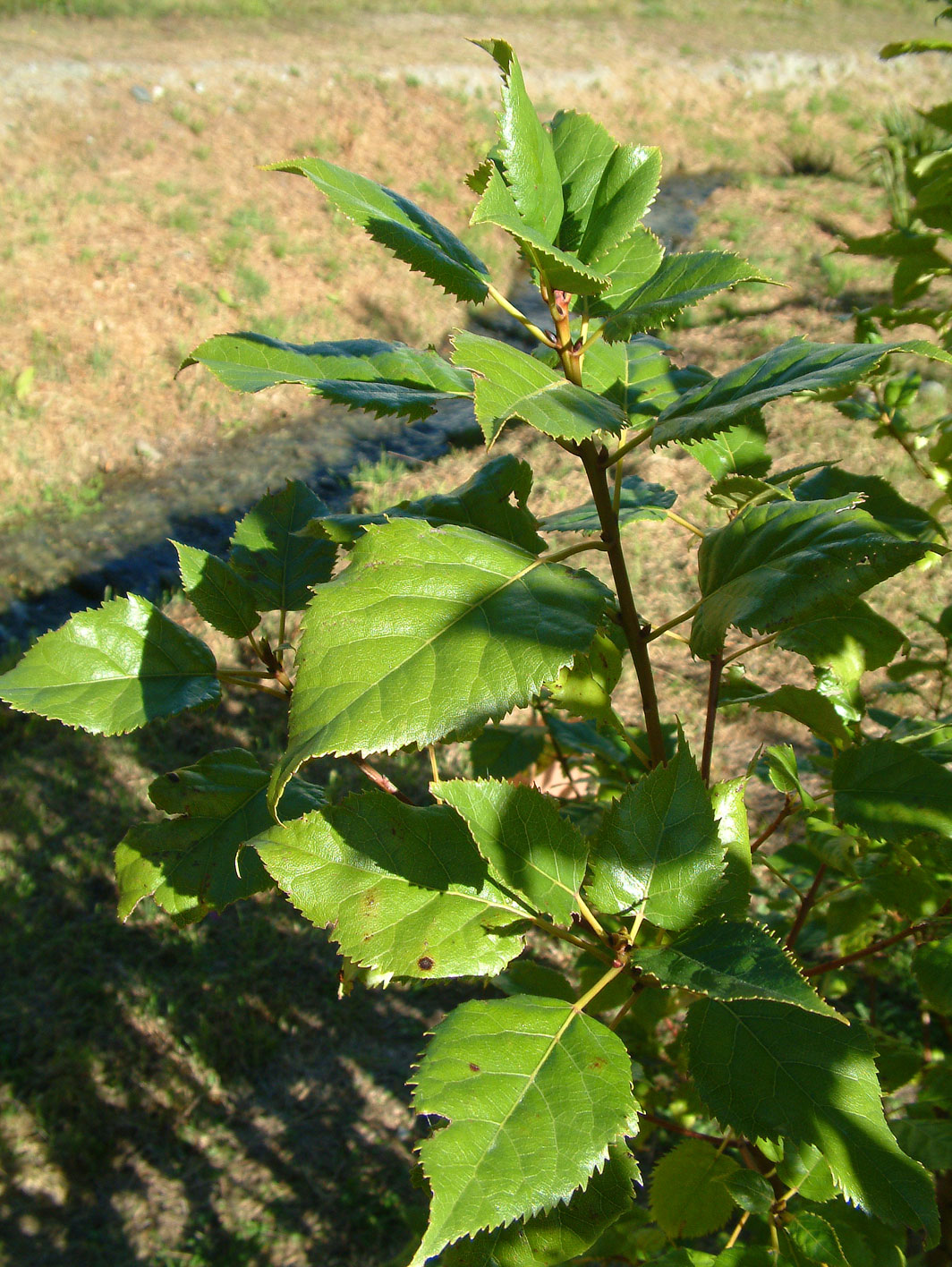
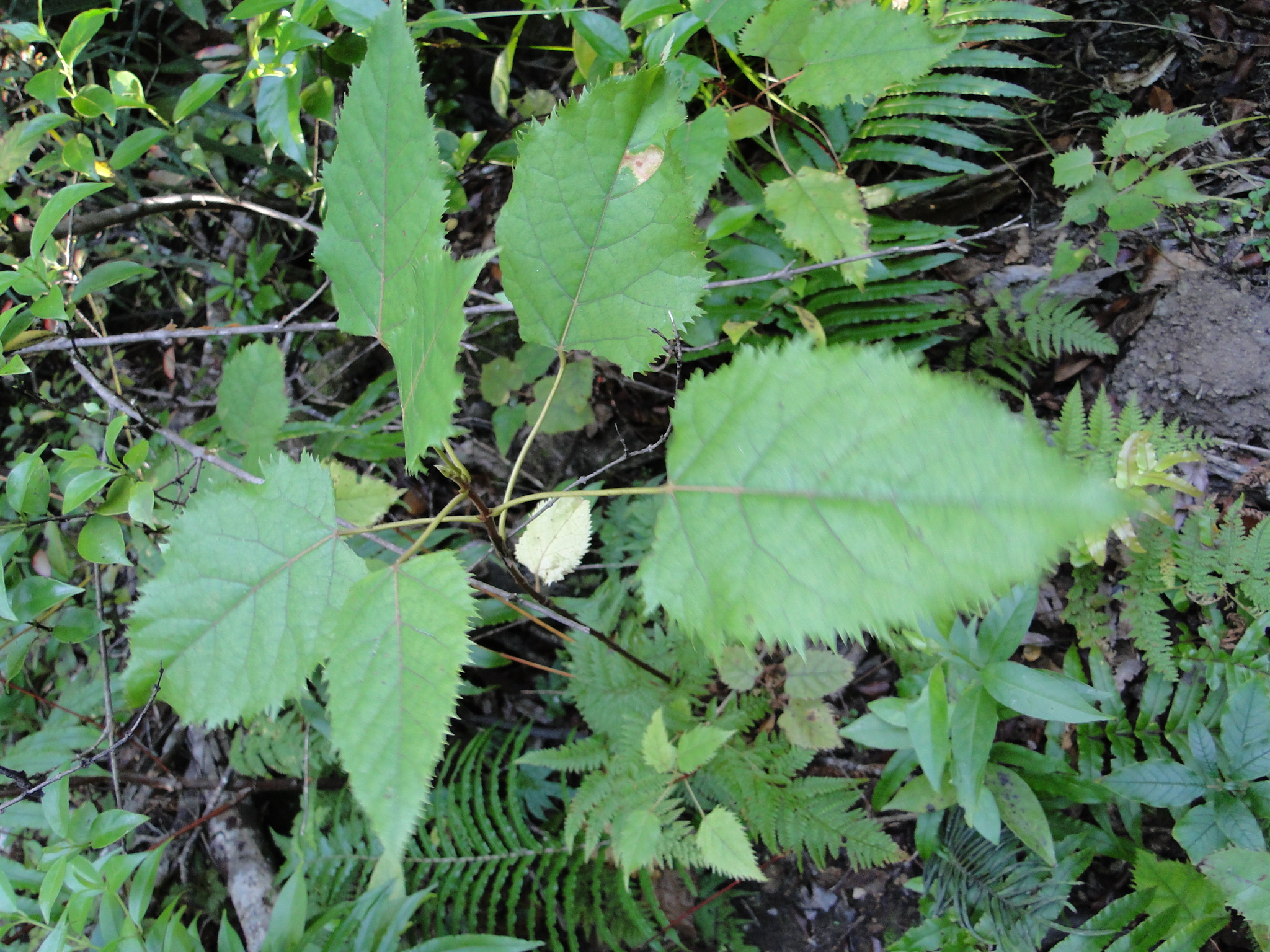